# Asthenoctenus
Asthenoctenus is een geslacht van spinnen uit de  familie van de Ctenidae (kamspinnen).

## Soorten
- Asthenoctenus borellii Simon, 1897
- Asthenoctenus hingstoni (Mello-Leitão, 1948)
- Asthenoctenus longistylus Brescovit & Simó, 1998